# Albendazol
Albendazól  je benzimidazolski antihelmintik (zdravilo proti črevesnim zajedavcem) proti mešani okužbi z nematodi, vključno z rudarsko glisto (Ancylostoma duodenale). Učinkovit je tudi pri giardiozi, trihuriozi, filariozi, nevrocisticerkozi, ehinokokozi, enterobiozi in askariozi. Uporablja se peroralno.
Med neželenimi učinki se pojavljajo med drugim slabost, bolečine v trebuhu in glavobol. Lahko zavre tudi delovanje kostnega mozga, ki pa po prekinitvi zdravljenja izzveni.

## Uporaba
Albendazol je širokospektralni antihelmintik. Uporablja se pri okužbah z glistami, za zdravljenje trakuljavosti, tudi okužbe s pasjo trakuljo (Echinococcus granulosus) in trakuljo vrste Echinococcus multilocularis ter za zdravljenje okužb z nekaterimi drugimi zajedavci. Učinkovit je tudi pri zdravljenju okužb z nekaterimi črevesnimi praživalmi, na primer z bičkarjem Giardia intestinalis, in zajedavci iz skupine Microsporidia.